# オパヴァのマルティン
ポーランドのマルティンとしても知られるオパヴァのマルティンは13世紀の重要なドミニコ会士の年代記作家である。
チェコのシレジアの町オパヴァで生まれ（生年は不明）て、ローマから帰還する途中のボローニャで1278年6月以降に死んだと信じられている。彼はプラハで学びポーランドで活動した。そのため彼はラテン語では Martinus Oppaviensis とか Martinus Polonus という名で知られていることもある。ドイツ語では Martin von Troppau、チェコ語では Martin z Opavy と呼ばれるようである。
マルティンのラテン語の年代記、Chronicon pontificum et imperatorum は特に興味深いレイアウトをとっている。見開きの2ページがページごとの50行でそれぞれ50年間を記述し、左のページが一行一年の割合で教皇の歴史を、右のページが皇帝たちの歴史を記述し、左右のページが厳密に並行するように書かれている。これはグラフィックデザインの新境地であって、必ずしも全ての同時代人に受け入れられたわけではなかった。多くの書記がページレイアウトを考慮されることなく単にテキストをコピーしていき、結果としてどちらかといえば混沌とした編年の年代記になっていった。これは非常に大きな影響を与えた年代記である。400以上の写本が知られており、後世の年代記作家にあたえた影響は明らかである。マルティンの Chronicum は女教皇ヨハンナの伝説にもっとも大きな影響を与えた資料である。
他の著作としてはPromptuarium Exemplorumがある。